# Измулла Аджиев
Измулла Аджиев (кум. Гьажийлены Измулла Абдулланы уланы; род. 17 января 1960 год Герменчик, Дагестан, Россия) — кумыкский журналист и писатель, внёсший заметный вклад в развитие кумыкской журналистики. Основатель первого Кумыкского биографического фонда (1996г). Член союза журналистов России.

## Биография
Родился Аджиев в селении Герменчик, Бабаюртовского района, в 1960м году.
В 1982 году окончил Мурманскую школу военных корреспондентов. 
Работает в газете «Къумукъ тюз» г. Хасавюрт («Кумыкская равнина»), был отмечен премией «Золотой орёл» Союза журналистов Республики Дагестан. Также известен как автор книги «Известные Кумыки», где собрал биографии выдающихся кумыков. Его творчество направлено на сохранение культурного наследия и популяризацию истории родного народа.

## Произведения
Автор пяти книг "Известные Кумыки" (1997, 1999, 2014, 2021, 2023 годов изданий) Книга представляет собой биографический справочник: в ней рассказано о кумыкских учёных, философах, артистах, композиторах, художниках, писателях, политических деятелях, военных и других выдающихся личностях. В неё входят личности, прославившиеся в таких сферах, как:
	•	Военное дело — кумыки традиционно славились как воины, среди них были генералы и герои различных войн.
	•	Наука и образование — учёные, историки, писатели.
	•	Культура и искусство — поэты, музыканты, художники.
	•	Спорт — борцы, бойцы ММА, футболисты и другие спортсмены.
	•	Политика и общественная деятельность — лидеры, общественные деятели и дипломаты.
Также Изамулла Аджиев автор таких книг как: «История села Герменчик», и «История костекского футбола»

## Вклад
Аджиев своей работой помогает сохранить память о великих кумыках, сделав вклад в развитие исторического самосознания народа. Его книга стоит в ряду других важных трудов о кумыках, таких как «Къумукъланы белгили алимлери» и «Кумыкский энциклопедический словарь», что делает кумыкский народ одним из первых на Северном Кавказе, кто имеет столь обширную энциклопедическую литературу.
Некоторые примеры героев его книги — это известные историки, такие как Тамай Абдулла и Анатолий Коркмасов, внёсшие вклад в сохранение и развитие культуры.